# Amhà Selassié
Amhà Selassié, al secolo Asfauossen Tafarì, (Harar, 27 luglio 1916 – McLean, 17 febbraio 1997) è stato un sovrano etiope, imperatore d'Etiopia nel 1960 e re nel 1974.
Fu l'unico a detenere il titolo di re d'Etiopia, e per un brevissimo periodo fu anche imperatore.

## Biografia
Figlio primogenito dell'Imperatore Hailé Selassié, nacque a Harar e come principe ereditario assunse alla nascita il nome di Asfauossen Tafari. Condivise le travagliate vicende del padre e l'esilio in Gran Bretagna, paese dove aveva studiato, durante l'occupazione italiana dell'Etiopia.
Rientrato in Addis Abeba con il padre, dopo la sconfitta degli italiani nel 1942, assunse a volte posizioni diverse da quelle di Hailé Selassié, dimostrandosi più aperto alle nuove istanze, contrariamente al sostanziale conservatorismo del padre. 
Il 13 dicembre 1960 la Guardia Imperiale tentò un colpo di Stato mentre Hailé Selassié si trovava in visita ufficiale in Brasile e proclamò imperatore Asfauossen, con il nome di Amha Selassié, dichiarando decaduto il padre.
Tuttavia il colpo di Stato fallì e Hailé Selassié rientrò in patria 4 giorni dopo. Non è mai stato chiarito quale sia stato il vero ruolo del principe ereditario. Asfauossen dichiarò sempre di essere stato vittima e non partecipe del colpo di Stato e questa tesi fu accolta ufficialmente dall'imperatore. Tuttavia Asfauossen partì per l'Europa, dove trascorse lungo tempo.

### La rivoluzione
Il 12 settembre 1974 un gruppo di militari comunisti, organizzati nel Derg, si impadronì del potere con la forza e depose Hailé Selassié, ma offrì il titolo di re, e non di imperatore, d'Etiopia a Asfauossen, che si trovava in Inghilterra. Il mutamento del titolo era dovuto all'intenzione di dimostrare anche nei simboli un radicale mutamento di regime.
Asfauossen tergiversò, ma poi accettò. Tuttavia sia Hailé Selassié che la famiglia imperiale vennero arrestati, e come reazione Asfauossen rilasciò alla televisione britannica dichiarazioni fortemente contrarie al Derg e alla sua violenta dittatura. Il Derg ritirò allora l'offerta della Corona e proclamò decaduta la dinastia salomonica il 21 marzo 1975; Hailé Selassié fu assassinato pochi mesi dopo, il 27 agosto.
Asfauossen rimase nel Regno Unito, e nell'aprile 1989 fu proclamato "Imperatore d'Etiopia" in esilio, nella sua casa di Londra, da membri della comunità etiope in esilio. Prese il nome di Amha Selassie I, senza tuttavia alcun riconoscimento ufficiale.
Asfauossen successivamente si trasferì per cure mediche negli Stati Uniti, dove morì nel 1997.

## Albero genealogico
|                                               |   |                                            | Genitori                      |  |  | Nonni |  |  | Bisnonni                         |  |  | Trisnonni                                |  |
|                                               |   |                                            |                               |  |  |       |  |  | deggiasmach Wolde Mikael Gudessa |  |  | deggiasmach Uolde Malacot Iamanà Cristos |  |
|                                               |   |                                            |                               |  |  |       |  |  | deggiasmach Wolde Mikael Gudessa |  |  | deggiasmach Uolde Malacot Iamanà Cristos |  |
|                                               |   | uoizerò Kalama Worq                        |                               |  |  |       |  |  | deggiasmach Wolde Mikael Gudessa |  |  |                                          |  |
| ras Maconnèn Uoldemicaèl Gudessa              |   |                                            |                               |  |  |       |  |  | deggiasmach Wolde Mikael Gudessa |  |  |                                          |  |
|                                               |   | immabet Tenagnework Sahle Selassie         | Meridazmach Sahle Selassie    |  |  |       |  |  |                                  |  |  |                                          |  |
|                                               |   | immabet Tenagnework Sahle Selassie         | Meridazmach Sahle Selassie    |  |  |       |  |  |                                  |  |  |                                          |  |
|                                               |   | immabet Tenagnework Sahle Selassie         | uoizerò Yimegnushal Ayele     |  |  |       |  |  |                                  |  |  |                                          |  |
| imperatore Hailé Selassié d'Etiopia           |   | immabet Tenagnework Sahle Selassie         |                               |  |  |       |  |  |                                  |  |  |                                          |  |
|                                               |   | deggiasmacc Ali Abba Jifar di Woreilu      | …                             |  |  |       |  |  |                                  |  |  |                                          |  |
|                                               |   | deggiasmacc Ali Abba Jifar di Woreilu      | …                             |  |  |       |  |  |                                  |  |  |                                          |  |
|                                               |   | deggiasmacc Ali Abba Jifar di Woreilu      | …                             |  |  |       |  |  |                                  |  |  |                                          |  |
| uoizerò Yeshimebet Ali Abba Jifar             |   | deggiasmacc Ali Abba Jifar di Woreilu      |                               |  |  |       |  |  |                                  |  |  |                                          |  |
|                                               |   | Immabet-Hoy Walatta Ihata Ghiorghis Immirù | ato Yimeru dell'etnia guraghé |  |  |       |  |  |                                  |  |  |                                          |  |
|                                               |   | Immabet-Hoy Walatta Ihata Ghiorghis Immirù | ato Yimeru dell'etnia guraghé |  |  |       |  |  |                                  |  |  |                                          |  |
|                                               |   | Immabet-Hoy Walatta Ihata Ghiorghis Immirù | uoizerò Araza-Aregai          |  |  |       |  |  |                                  |  |  |                                          |  |
| Amhà Selassié                                 |   | Immabet-Hoy Walatta Ihata Ghiorghis Immirù |                               |  |  |       |  |  |                                  |  |  |                                          |  |
|                                               | … | …                                          |                               |  |  |       |  |  |                                  |  |  |                                          |  |
|                                               | … | …                                          |                               |  |  |       |  |  |                                  |  |  |                                          |  |
|                                               | … | …                                          |                               |  |  |       |  |  |                                  |  |  |                                          |  |
| deggiasmacc Asfaù Mikael, Jantirar d'Ambassel | … |                                            |                               |  |  |       |  |  |                                  |  |  |                                          |  |
|                                               |   | …                                          | …                             |  |  |       |  |  |                                  |  |  |                                          |  |
|                                               |   | …                                          | …                             |  |  |       |  |  |                                  |  |  |                                          |  |
|                                               |   | …                                          | …                             |  |  |       |  |  |                                  |  |  |                                          |  |
| Itege Menen Asfaù                             |   | …                                          |                               |  |  |       |  |  |                                  |  |  |                                          |  |
|                                               |   | negus Mikael di Zion                       | Imam Ali Abba Bula            |  |  |       |  |  |                                  |  |  |                                          |  |
|                                               |   | negus Mikael di Zion                       | Imam Ali Abba Bula            |  |  |       |  |  |                                  |  |  |                                          |  |
|                                               |   | negus Mikael di Zion                       | uoizerò Getie                 |  |  |       |  |  |                                  |  |  |                                          |  |
| uoizerò Sehin Mikael                          |   | negus Mikael di Zion                       |                               |  |  |       |  |  |                                  |  |  |                                          |  |
|                                               |   | uoizerò Fantaye                            | Gabru                         |  |  |       |  |  |                                  |  |  |                                          |  |
|                                               |   | uoizerò Fantaye                            | Gabru                         |  |  |       |  |  |                                  |  |  |                                          |  |
|                                               |   | uoizerò Fantaye                            | Hirut                         |  |  |       |  |  |                                  |  |  |                                          |  |
|                                               |   | uoizerò Fantaye                            |                               |  |  |       |  |  |                                  |  |  |                                          |  |